# Bitva v Makassarském průlivu
Bitva v Makassarském průlivu byla jednou z námořních bitev druhé světové války během japonské invaze do Nizozemské východní Indie. Spojenecký svaz (podřízený ABDA-FLOAT) složený z lodí USA a Nizozemského království, kterému velel schout-bij-nacht (~ kontradmirál) Karel Doorman, hlídkoval od počátku února 1942 v Makassarském průlivu mezi Borneem a Celebesem ve snaze o nalezení a zastavení japonského invazního konvoje. Svaz tvořily křižníky Hr. Ms. De Ruyter (vlajkový), USS Houston, Hr. Ms. Tromp, USS Marblehead a torpédoborce Hr. Ms. Bankert, Hr. Ms. Piet Hein, Hr. Ms. Van Ghent, USS Barker, USS Bulmer, USS Edwards a USS Stewart.
Japonský invazní konvoj byl složen ze 3 křižníků, 18 torpédoborců a transportních plavidel a plul pod velením viceadmirála Takeo Takagi. Dne 4. února 1942 japonský letoun objevil spojenecký svaz a v 9:49 na něj zahájilo útok 37 bombardérů, které odstartovaly z Kendari. Křižník Marblehead byl zasažen dvěma pumami a navíc utrpěl poškození jedním blízkým zásahem. Na palubě křižníku zahynulo 15 námořníků a dalších 84 bylo zraněno. Poškozeny byly i křižníky Houston (vyřazena zadní dělová věž) a De Ruyter (lehce). Po tomto náletu stáhl Doorman své lodě do přístavu Tjilatjap. Houston byl provizorně opraven a mohl pokračovat ve službě, ale Marblehead musel odplout k opravám do USA.